# Котелавала, Джон Лайонел
Сэр Джон Лайонел Котелавала (англ. Sir John Lionel Kotelawala, синг. ශ්‍රිමත් ජෝන් ලයනල් කොතලාවල; 4 апреля 1895 — 2 октября 1980, Коломбо) — премьер-министр Цейлона с 12 октября 1953 по 12 апреля 1956 года.

## Биография
Родился в семье инспектора цейлонской колониальной полиции Джона Котелавалы. В 1915 году, оказавшись вовлечён в движение за независимость от Великобритании, вынужден был эмигрировать, чтобы избежать ареста. Поселился сперва во Франции, затем изучал агрономию в кембриджском колледже Христа. По возвращении на родину поступил на военную службу и к 1942 году дослужился до чина полковника, высшего в колониальной армии Цейлона. Одновременно как сторонник своего дальнего родственника Дона Стивена Сенанаяке неоднократно был депутатом сперва Законодательного, а затем Государственного совета Цейлона. В 1947 году был избран депутатом первого парламента страны и стал в правительстве Сенанаяке министром коммуникаций и общественных работ, а в 1948 году после получения Цейлоном независимости был избран в Сенат. Когда в 1952 году Сенанаяке скончался, Котелавала рассматривался как его очевидный преемник, но по настоянию генерал-губернатора лорда Солбери Объединённая национальная партия сделала выбор в пользу сына покойного, Дадли Сенанаяке. Котелавала, в свою очередь, после прошедших в том же году парламентских выборов стал лидером большинства в нижней палате. Уже в 1953 году после волнений, вызванных повышением цен на рис и урезанием социальных пособий, Сенанаяке подал в отставку, и Котелавала стал новым премьер-министром. На этом посту он, придерживаясь, как и предшественники, антикоммунистических позиций, стремился несколько уменьшить политическую зависимость страны от Великобритании и выступил за развитие отношений с другими азиатскими странами, независимо от их идеологии. В частности, в 1955 году он принял участие в Бандунгской конференции, где, помимо прочего, провёл переговоры с главой правительства КНР Чжоу Эньлаем. В том же году Цейлон вступил в ООН. Когда в 1954 году истекли полномочия лорда Солбери, в качестве его преемника Котелавала выбрал не британца, а цейлонца Оливера Гунетиллеке. В то же время Котелавала, в отличие от Сенанаяке-старшего, принял от Елизаветы II рыцарское звание. Однако успехи во внешней политике не сопровождались удачами в области экономики и преодоления межэтнических разногласий, и на выборах 1956 года победила оппозиционная Партия свободы, выступавшая с лево-националистических позиций. Котелавала, оставив пост главы правительства, удалился в Великобританию, но позднее вернулся на родину. В 1967 году он попытался вернуться в политику, предложив свою кандидатуру на пост генерал-губернатора, но Дадли Сенанаяке, к тому времени вновь возглавивший ОНП и правительство, предпочёл продлить на второй срок полномочия Уильяма Гопаллавы. За день до смерти Котелавалы его однопартиец президент Джаявардене присвоил ему чин генерала.